# Yoshirō Mori

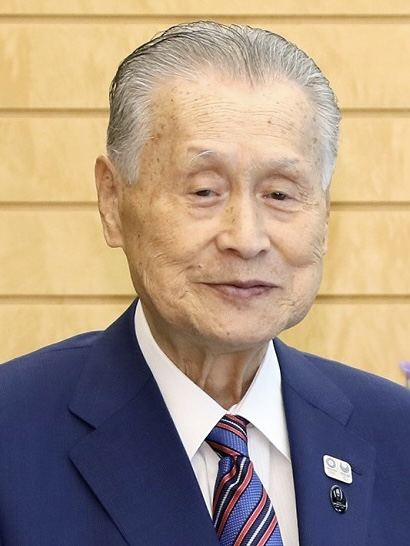
Yoshirō Mori (2019)

Yoshirō Mori (japanisch 森 喜朗, Mori Yoshirō; * 14. Juli 1937 in Neagari (heute Nomi)) ist ein japanischer Politiker und war von 1969 bis 2012 Abgeordneter im Shūgiin, dem Unterhaus des Parlaments, für die Liberaldemokratische Partei (LDP). Vom 5. April 2000 bis 26. April 2001 amtierte er als 55. Premierminister Japans. 2014 wurde er Präsident des Komitees für die Olympischen Sommerspiele 2020, die wegen der COVID-19-Pandemie verschoben wurden. Aufgrund eines Sexismus-Skandals um seine Person trat er von diesem Posten am 12. Februar 2021 zurück.

## Leben

### Frühes politisches Leben
Mori wurde in der Präfektur Ishikawa als Sohn von Mori Shigeki und Kaoru, reichen Reisbauern mit einer politischen Vorgeschichte, geboren. Vater und Großvater waren Bürgermeister von Neagari, einer Stadt in der Präfektur. Seine Mutter starb, als er sieben Jahre alt war.
Er studierte an der Waseda-Universität in Tokio und schloss sich dort dem Rugby-Club an. Danach arbeitete er für die konservative Zeitung Sankei Shimbun. 1962 verließ er die Zeitung und wurde Sekretär eines Abgeordneten. 1969 wurde er, nun 32 Jahre alt, selbst in das japanische Unterhaus gewählt und anschließend zehn Mal hintereinander wiedergewählt.
1980 war Mori in den Recruit-Skandal verwickelt, da er unregistrierte Aktien der Firma Recruit Cosmos erhielt, noch bevor sie im Handel waren, und sie sofort nach dem Handelsbeginn wieder verkaufte, womit er etwa 1 Million US-Dollar Gewinn machte.
1983 und 1984 war er Bildungsminister, 1992 und 1993 Außenhandels- und Industrieminister und 1995 und 1996 Bauminister.
Von 1998 bis 2006, mit Ausnahme seiner Zeit als Premierminister 2000 bis 2001, war er der Vorsitzende der LDP-Faktion Seiwa Seisaku Kenkyūkai.

### Premierminister

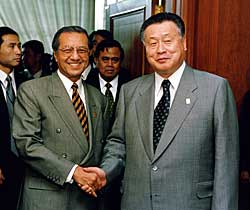
Mori im November 2000 mit Mahathir bin Mohamad im Singapur

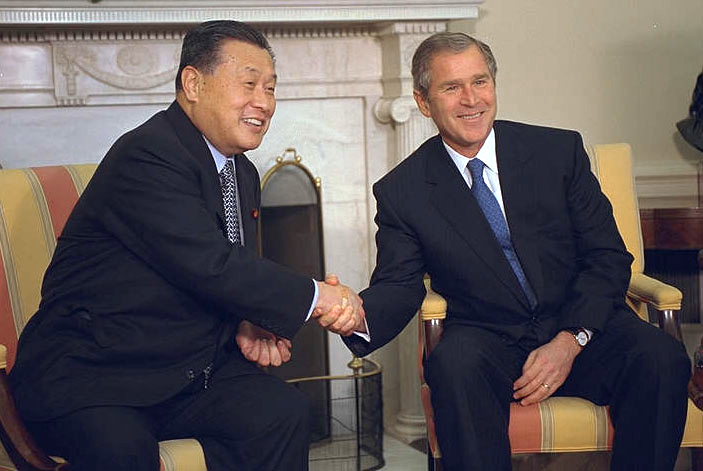
Mori im März 2001 mit George W. Bush im Oval Office

Moris Vorgänger, Keizō Obuchi, erlitt am 2. April 2000 einen Schlaganfall und konnte seinen Dienst nicht weiter verrichten. Deshalb wurde Mori, damals Generalsekretär der Liberaldemokratischen Partei Japans (LDP), zum LDP-Vorsitzenden und Premierminister.
Er wurde oft so beschrieben, dass er „das Herz eines Flohs und das Hirn eines Hais“ habe und war ein unpopulärer Premierminister, dessen man sich vor allem wegen seiner vielen Fauxpas und der Situation nicht angepassten Aktionen erinnert.
- Einer der frühesten ereignete sich auf dem Begräbnis von Obuchi, als Mori es unterließ, in die Hände zu klatschen und sich richtig vor dem Schrein des Toten zu verbeugen, was ein wichtiger Teil des buddhistischen Begräbnisrituals ist. Alle anderen ausländischen Politiker führten das Ritual korrekt aus.
- Auf einem Treffen von führenden Shintō-Geistlichen in Tokio beschrieb Mori Japan als „eine Nation der Götter mit dem Kaiser in ihrem Zentrum“. Dieses „Göttliche-Nation-Statement“ verursachte eine große Kontroverse in Japan, führte zur Auflösung des Parlaments und schweren Verlusten der LDP bei der Shūgiin-Wahl 2000.
- Moris größtes PR-Desaster war es, ruhig eine Runde Golf zu beenden, nachdem er die Nachricht erhalten hatte, dass das US-U-Boot USS Greeneville (SSN-772) am 9. Februar 2001 bei einer Notauftauchübung das japanische Fischerboot Ehime Maru getroffen und versenkt und dabei neun Studenten und Lehrer in den Tod gerissen hatte.

Im Juli 2000 war Mori Gastgeber des G8-Gipfels in Okinawa.
Mori war zu keiner Zeit seiner Regierung besonders populär, zum Ende seiner Zeit fiel seine Zustimmungsrate auf einstellige Ziffern. Die Bevölkerung seiner Heimatpräfektur Ishikawa schimpfte ihn „Die Schande von Ishikawa“ (石川の恥, Ishikawa no haji), teilweise auch, weil er – obwohl Premierminister – die geplante Erweiterung der Shinkansen nach Ishikawa nicht durchsetzen konnte.
Er wurde am 26. April 2001 durch Koizumi Junichirō abgelöst.

### Nach der Zeit als Premierminister

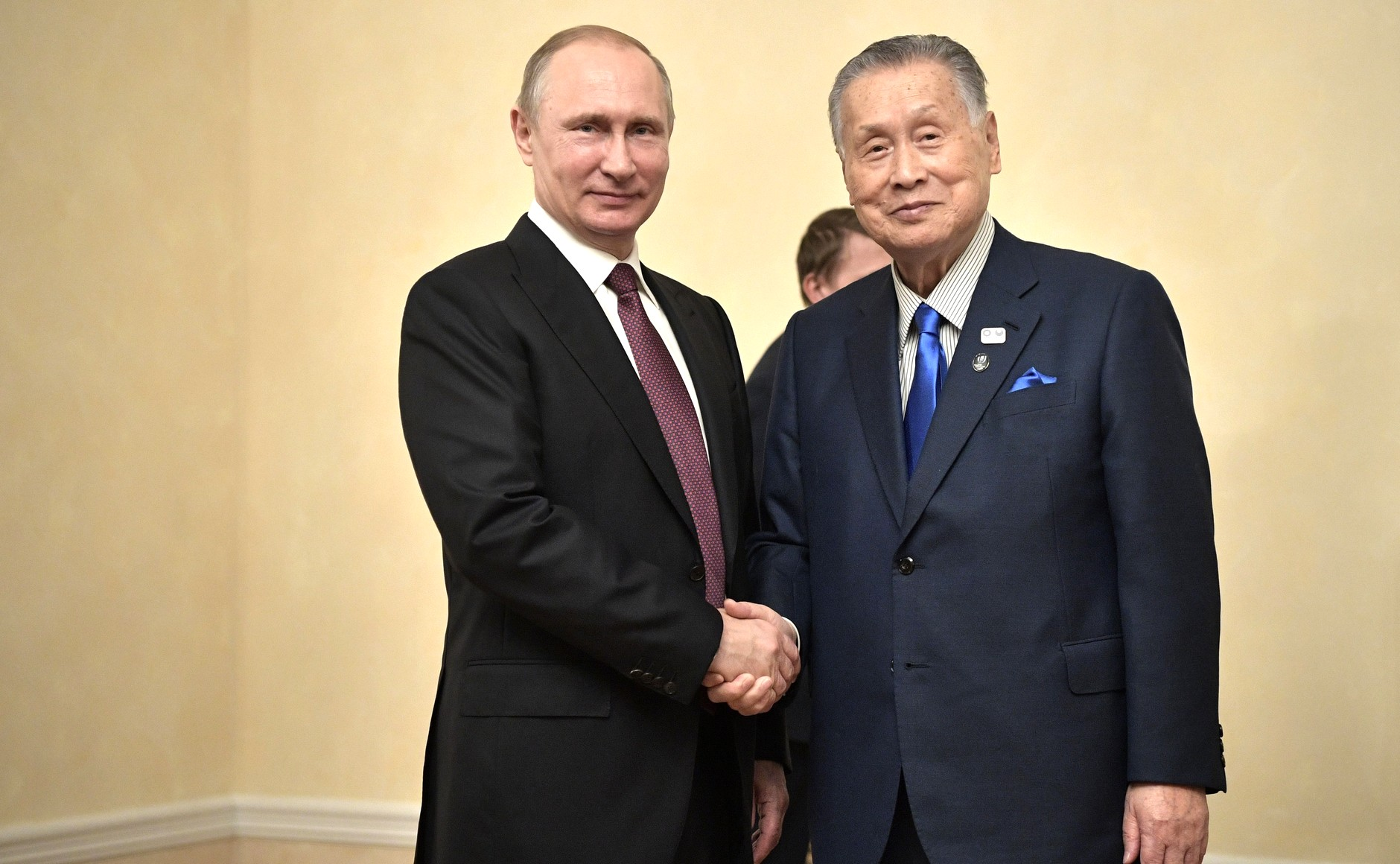
Putin und Mori im Juli 2017 im Kreml

Mori blieb bis 2012 Mitglied des Repräsentantenhauses für den zweiten Wahlkreis Ishikawa. Er ist mit Chieko (geb. Maki), einer Freundin aus der Zeit an der Waseda-Universität, verheiratet und hat einen Sohn, Yūki Mori und eine Tochter, Yoko Fujimoto. Er bekam 2004 den Padma Bhushan, Indiens dritthöchste zivile Auszeichnung.
Aufgrund seiner persönlichen Nähe zum russischen Präsidenten Wladimir Putin wurde Mori mehrfach als Vermittler im Kurilenkonflikt in Erwägung gezogen, so z. B. 2012 von Premierminister Yoshihiko Noda. Darüber hinaus bereitete Mori 2013 mit Putin bei einem Besuch in Moskau ein Treffen zwischen Putin und Premierminister Shinzō Abe vor.
Mori hatte an der Waseda-Universität Rugby gespielt und entwickelte dafür eine Leidenschaft, obwohl er nie ein hochklassiger Spieler war. Im Juni 2005 wurde er Präsident der Japan Rugby Football Union, in der Hoffnung, dies würde den Rugby Union World Cup 2011 für Japan sichern. Als dessen Austragungsort wurde Ende November 2005 jedoch Neuseeland ausgewählt. 2015 trat er als Präsident der Japan Rugby Football Union zurück.
2014 wurde er zum Vorsitzenden des „Organisationskomitees für die Olympischen und Paralympischen Spiele“ (東京オリンピック・パラリンピック競技大会組織委員会, Tōkyō Orinpikku Pararinpikku Kyōgitaikai Soshiki Iinkai, engl. „Tokyo Organising Committee of the Olympic and Paralympic Games“) ernannt. Im Februar 2021 machte er eine abfällige Bemerkung über Frauen, die national und international viel Widerspruch hervorrief. Am 12. Februar entschuldigte er sich für sein Verhalten und gab seinen Rücktritt vom Amt des Organisationsvorsitzenden bekannt.

## Kabinette
Mori ernannte zwei Kabinette: zunächst bei Amtsantritt am 5. April 2000 (Kabinett Mori I) und nach der Unterhauswahl am 4. Juli 2000 (Kabinett Mori II). Am 5. Dezember führte Mori in Vorbereitung auf die Umstrukturierung der Zentralregierung am 6. Januar 2001, durch die mehrere Positionen im Kabinett wegfielen und mehrere Ministerien umbenannt wurden, eine Kabinettsumbildung durch (Kabinett Mori II (Umbildung)).